# Национальная служба разведки (ЮАР)
Национальная служба разведки (африк. Nasionale Intelligensiediens), в английском написании англ. National Intelligence Service (NIS) — ныне несуществующая спецслужба Южно-Африканской Республики, которое в 1980 году заменило Бюро государственной безопасности. Связанная с эпохой апартеида в Южной Африке, 1 января 1995 года она была разделена на Южноафриканскую секретную службу и Национальное разведывательное управление в соответствии с Законом о разведке 1994 года.

## История
В 1978 году стало известно, что премьер-министр Южной Африки Б. Форстер, министр информации Конни Мюльдер, глава Бюро государственной безопасности (БОСС) генерал Хендрикс ван дер Берг и секретарь Министерства информации Эшель Рити был замешан в планах использовать бюджетные средства для ведения пропагандистской войны в пользу тогдашнего правительства апартеида. В 1973 году Джон Форстер согласился с планом Малдера потратить около 64 миллионов рандов из оборонного бюджета на проведения ряда пропагандистских проектов. Планы включали подкуп международных информационных агентств и покупку газеты Washington Star. Форстер также был замешан в использовании секретного фонда для создания англоязычной газеты The Citizen, которая должна была поддерживать Национальную партию. Разгоревшийся политический скандал, известный Мюльдергейт по фамилии министра информации, привёл к отставкам ряда высших руководителей ЮАР.
В июне 1978 года подал в отставку с поста генерального директора БОСС Хендрик ван ден Берг, которого сменил Александр ван Вейк. В сентябре 1978 года Бюро государственной безопасности было переименовано в Департамент национальной безопасности (англ. Department of National Security, DONS). 2 октября 1978 года подал в отставку премьер-министр Джон Форстер, а 9 октября новым главой правительства Южной Африки был назначен министром обороны П. В. Бота. 10 октября того же года Форстер был избран президентом ЮАР, но подал в отставку в мае 1979 года, после того как были обнародованы результаты работы Комиссии по расследованию Мюльдергейта. 20 ноября 1978 года Департамент национальной безопасности было поставлено под более жёсткий контроль, поскольку в кабинете министров национальную безопасность курировал премьер-министр, также занимавший должность министра обороны. С приходом П. В. Боты на пост премьер-министра Управление военной разведки стало доминировать в сфере безопасности в новом правительстве и определять его политику и реализацию.
В октябре 1978 года премьер-министр Бота назначил заместителем министра обороны и национальной безопасности Коби Кутзее, который также возглавил комиссию по расследованию сбора разведывательных данных в Южной Африке. Считалось, что это предопределило то, что Управление военной разведки стало ведущим разведывательным агентством страны. Бота решил разделить разведывательную деятельность между Управлением военной разведки, Департаментом национальной безопасности, Отделом безопасности полиции и Министерством иностранных дел. В то же время Комиссия по расследованию Мюльдергейта продолжила свою деятельность. Считая, что результаты обоих расследований уже были предопределены, сотрудники Департамента национальной безопасности начали уничтожать любые документы, которые могут быть использованы против них.
П. В. Бота искал альтернативу полицейской функции БОСС, а также альтернативу военной разведке, которая предоставила бы правительству долгосрочные стратегические разведданные о южной части Африки и мире. Мюльдергейт рассматривался Ботой как слишком явный и скандальный и, следовательно, возникла необходимость реорганизовать БОСС в новое агентство, которое будет заниматься исследованиями и анализом; в результате он удалил его старую секретную оперативную функцию и передал её в Отдел безопасности полиции.
В ноябре 1979 года П. В. Бота поручил Нилю Барнарду формировать новую разведывательную службу. Барнард возглавил Департамент национальной безопасности Южной Африки после отставки его прежнего главы Алека ван Вейка. 6 февраля 1980 года было объявлено о создании Национальной службы разведки. Барнарду пришлось реформировать разведку с учётом, что отныне её роль основана на анализе и оценке, что привело к уходу многих старых сотрудников БОСС, так как прежний руководитель Ван ден Берг пренебрегал исследовательской и аналитической работой, отдавая предпочтение оперативной деятельности.
В ноябре 1980 года П. В. Бота приказал сформировать комитет по рационализации, чтобы рационализировать разведывательные службы и улучшить координацию разведывательной деятельности в Совете государственной безопасности. Этот комитет встречался с 14 по 19 января 1981 года в Саймонстауне, чтобы доработать функции каждого отдела. Это привело к заключению Саймонстаунских соглашений, по которым Национальная служба разведки будет отвечать за политическую и экономическую разведку, контрразведку и анализ., Управление военной разведки будет отвечать за военную разведку и противодействие анти-юаровской деятельности в Южной Африке и за её пределами, а Отдел безопасности будет нести ответственность за противодействие подрывной деятельности в стране и за её пределами.

## Роль в конце апартеида
Есть мнение, что Национальная служба разведки, возможно, ещё в 1984 году занялось подготовкой к косвенным секретным переговорам с АНК после того, как ЮАР подписала Соглашение Нкомати с Мозамбиком. Это соглашение привели к тому, что АНК потерял доступ к своим базам в этой стране, взамен Управление военной разведки Южной Африки должно было прекратить оказывать поддержку повстанцам-антикоммунистам из РЕНАМО, чего, однако, не сделало. Эти косвенные переговоры могли проходить через третьих лиц из числа учёных и членов Братства африканеров, которые встречались с представителями АНК за рубежом.
С разрешения П. В. Боты Ниль Барнард, Майк Лоув, Коби Кётзее и Фани ван дер Мерве (генеральный директор Департамента тюрем) начали более секретные, но формальные встречи с Нельсоном Манделой, в то время как на заднем плане учёные, политики, бизнесмены, журналисты и церковники из числа африканеров проводили тайные и открытые переговоры с АНК за рубежом. Причиной встреч членов правительства с Манделой было понимание его взглядов на политику и экономику, но, возможно, их главная цель состояла в том, чтобы отделить АНК от Манделы и найти то, что он знал об АНК в изгнании. Эти встречи продолжались как минимум три года. 5 июля 1989 года секретные переговоры между представителями правительства ЮАР и Нельсоном Манделой привели к тайной встрече П. В. Боты с лидером движения сопротивления апартеиду, и это могло произойти из-за того, что Бота надеялся договориться между правительством и АНК об урегулировании многолетнего политического кризиса в ЮАР.
П. В. Бота перенёс инсульт в январе 1989 года и 14 августа того же года подал в отставку из-за плохого состояния здоровья. 15 августа исполняющим обязанности президента Южной Африки стал вице-президент Ф. В. де Клерк, а 20 сентября он становится президентом. В августе 1989 года Барнард и Лоув разработали проект резолюции, в которой предложили изучить возможность вступления в дискуссию с АНК. Заручившись поддержкой Кётзее и П. В. Бота, они добились от Совета государственной безопасности, председателем которого был исполняющий обязанности президента Де Клерк, принятия своей резолиции. Расценив принятие резолюции как начало дискуссии с АНК, Национальная служба разведки начала работать над её исполнением. Мариц Спаратер, начальник Оперативного управления НСР, выбрал и подготовил команду для организации встречи с руководством АНК и обеспечения её безопасности. Он использовал профессора философии Вилли Эстерэйзе в качестве посредника, чтобы помочь установить линию связи с Табо Мбеки в Дар-эс-Саламе и организовать встречу между НСР и АНК в Швейцарии. Встреча была секретной, поскольку в и в правящей Национальной партии ЮАР и в АНК были сильны позиции сил, выступавших против переговоров.
12 сентября 1989 года в Люцерне (Швейцария) Майк Лоув (заместитель директора НСР) и Мариц Спаратер встретились с Табо Мбеки (член Национального исполнительного совета АНК) и Джейкобом Зумой (заместитель руководителя Департамента разведки и безопасности АНК). Результатом встречи стало то, что АНК согласился начать переговоры с правительством Южной Африки.  Дальнейшие встречи будет происходить между Барнардом из НСР и Джо Нланхла, главой Департамента разведки и безопасности АНК.
Де Клерк приступил к ликвидации Управления военной разведки, вернув управление страной из Совета государственной безопасности (в конечном итоге упразднённого) Кабинету министров. Перед НСР поставили новые задачи: предупреждать правительство о любых попытках со стороны сил безопасности, военной разведки и «третьих сил» подорвать переговоры с АНК, помогать правительству в его переговорах с АНК.
В январе 1992 года де Клерк сделал Службу конституционного развития полноправным правительственным департаментом, который должен был вести переговоры с АНК и другими сторонами по Конвенции о демократической Южной Африке (англ. Convention for a Democratic South Africa, CODESA), назначив Барнарда руководить этим департаментом. Майк Лоув, заместитель Барнарда, был назначен на должность главы НСР 1 февраля 1992 года.

## Объединение после апартеида
В сентябре 1993 года парламент ЮАР сформировал Временный исполнительный совет (англ. Transitional Executive Council, TEC) состоявший из членов политических партий, которые вели переговоры о переходе к свободным и справедливым выборам, состоявшимся в апреле 1994 года. Совет должен был по существу управлять страной до выборов и состоял из семи подкомитетов, в которые входили члены политических партий, участвующих в переговорах. Один из подкомитетов отвечал за разведку и был создан в ноябре 1993 года. В НСР считали, что их роль в этом подкомитете состоит в том, чтобы разработать такую структуру будущей секретной службы Южной Африки, которая была бы приемлемой для всех шесть служб разведки и безопасности в стране. В число этих шести организаций входили Национальная служба разведки, Департамента разведки и безопасности АНК, Панафриканской службы безопасности (PAC) и соответствующих служб бантустанов Венда, Транскей и Бопутатсвана.
Второй ролью Подкомитета по разведке был ежедневный контроль за деятельностью служб разведки и безопасности страны. Для этого был образован Объединённый координационный комитет по разведке (англ. Joint Coordinating Intelligence Committee, JCIC), но поскольку НСР выступил против контроля АНК над службами, роль комитета была изменена на координацию и исследование, а также предоставление разведывательной информации Временному совету и его подкомитетам. В конечном итоге Объединённый координационный комитет по разведке был заменён на Heads of Combined Services (HOCS) и в 1995 году преобразован в Национальный координационный комитет по разведке (англ. National Intelligence Co-ordinating Committee, NICOC).
Подкомитет Временного совета по разведке и шесть спецслужб достигли соглашения относительно интеграции АНК и других освободительных групп в существующие службы разведки и безопасности в Южной Африке, введения должности Генерального инспектора для надзора за службами, создания парламентского комитета по разведке, кодекса поведение и краткого описания обязанностей служб. После победы АНК на выборах 1994 года новый министр юстиции Дулла Омар объявил 21 октября 1994 года о новой структуре разведывательных служб, а также о Белой книге по разведке, в который были намечено будущее направление деятельности новой южноафриканской разведки. 23 ноября 1994 года президент Нельсон Мандела подписал законы о национальной стратегической разведке и о надзоре за разведывательной службой.

## Ликвидация
Конец Национальной службы разведки наступил после принятия в 1994 году Закона о разведке, в соответствии с которым 1 января 1995 года были созданы два новых разведывательных органа Южной Африки. Внешнюю разведку поручили Секретной службе Южной Африки, внутреннюю — Национальному разведывательному управлению. Эти две новые организации будут состоять из 4000 человек, в том числе 2130 из Национальной службы разведки, 910 из Департамента разведки и безопасности АНК, 304 из Бопутатстваны, 233 из Транскея, 76 Венды и остальных из Панафриканской службы безопасности (PAC). Большинство руководителей Национальной службы разведки сохранили свою работу, что помешало введению политических назначенцев и подрыву разведывательной деятельности, хотя некоторые добровольно уволились. В 1995 году заместителем министра юстиции по вопросам разведки стал Джо Нхланхла, в 1999 году возглавивший Министерство разведки.

## Генеральный директор
- 1979—1992 — Ниль Барнард
- 1992—1994 — Майк Лоув